# .300 Remington Ultra Magnum
El .300 Remington Ultra Magnum, abreviado .300 Ultra Mag, 7.62×72mm o .300 RUM es un cartucho metálico para rifle, calibre 7.62  mm (.308 pulgadas), que fue introducido por Remington Arms en 1999. El .300 Remington Ultra Magnum es uno de los .300 Magnums comerciales de mayor potencia, capaz de abatir a cualquier especie de caza mayor en Norteamérica. De todos los .300 Magnums disponibles, el .300 Remington Ultra Magnum, es el segundo más potente y de mayor capacidad de carga de pólvora, después del .30-378 Weatherby Magnum.

## Historia
A inicios de los años 1980 Aubrey White y Noburo Uno, del NASS (North American Shooting Systems) en la Columbia Británica, en Canadá, empezaron a experimentar con el casquillo del .404 Jeffery reduciendo la longitud de carga y ajustando el cuello del casquillo para alojar diferentes calibres, como el 7 mm, .308, 311, 338, 9.3 mm y el .375. Estos cartuchos se conocieron como los Magnum Canadienses o Magnum Imperiales, y se recamararon con acciones largas del Remington Modelo 700 y culatas McMillan. 
Tanto Remington y Dakota Arms adquirieron los casquillos desarrollados por el equipo de NASS para experimentar y desarrollar sus propios cartuchos. En 1999 Remington introdujo su primera línea de cartuchos basados en estos Magnum Canadienses, a los que se les amplió la capacidad de carga ligeramente y se les pronunció el ángulo del hombro, nombrándolos Remington Ultra Magnum. Dakota también introdujo su versión propia, pero decidiendo rebajar la longitud del casquillo para que estos sean usados en mecanismos de longitud estándar. Remington por su parte desarrolló una versión corta a la que llamó Remington Short Action Ultra Magnum, abreviado RSAUM.

## Especificación & de diseño
El .300 Remington Ultra Magnum es un miembro de la familia de cartuchos Remington Ultra Magnum, basados en el .404 Jeffery vía los Magnum Canadienses. que presentan un diámetro de cuerpo mayor que los belted magnums que parten del casquillo del .375 H&H Mag, como el 7 mm Shooting Times Westerner, el .300 Weatherby Magnum, .340 Weatherby Magnum y el .375 Ackely Improved.
Los casquillos Remington Ultra Magnum son ligeramente más anchos que el .404 Jeffery  por .0,006 plg (0,2 mm) en (0.15 ). El latón es ligeramente más grueso para aguantar la presión más alta que genera el cartucho ya que  el Jeffery cartucho tuvo un índice de presión mediano máximo de 3,650 bar (52,900 psi ).

## Performance

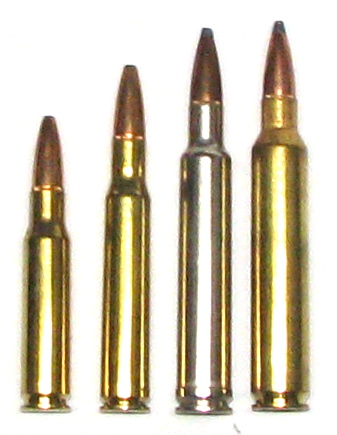
A la izquierda-a-correcto: .308 Winchester, .30-06 Springfield, .300 Weatherby Magnum, .300 Remington Ultra Magnum

Remington comercializa tres niveles de carga de munición para el .300 RUM. El nivel 1 duplica al .30-06 Springfield, Nivel de Poder II replica al .300 Winchester Magnum y Nivel de Poder III es la carga de poder llena genera, con munición de 150 granos una velocidad de salida de 3,450 pies por segundo, con 180 granos una velocidad de 3,200 pies por segundo, el cual, centrado para impactar 3 pulgadas arriba del blanco a 100 yardas, logra una máxima trayectoria plana a las 300 yardas y cae solo 7 pulgadas abajo a 350 yardas. Con 200 granos logra una velocidad de 3032 pies por segundo.

## Uso deportivo
El .300 Remington Ultra Magnum se ha concebido para la caza mayor de animales de diferentes pesos, desde venados de cola blanca hasta alces y osos pardos, a largas distancias, siendo capaz de disparar balas pesadas de altas densidades seccionales  a velocidades altas y así abatir a las presas limpiamente a distancias mayores que cartuchos menos potentes como .30-06 Springfield.